# Roberto Vestrini
Roberto Vestrini, född 30 januari 1908 i Livorno, död 12 mars 1967, var en italiensk roddare.
Vestrini blev olympisk silvermedaljör i åtta med styrman vid sommarspelen 1932 i Los Angeles.